# 이타쿠라 시게타네
이타쿠라 시게타네(일본어: 板倉重種, 1641년 2월 14일 ~ 1705년 11월 5일)는 에도 시대 전기의 다이묘이다. 시모쓰케 가라스야마 번 제2대 번주, 무사시 이와쓰키 번주, 시나노 사카키 번 초대 번주를 지냈다. 에도 막부에선 노중을 맡았다. 시게마사류 이타쿠라가(重昌流板倉家) 제3대 당주.
| 전임 이타쿠라 시게노리 | 제2대 가라스야마 번 번주 (이타쿠라가) 1673년 ~ 1681년 | 후임 나스 스케미쓰 |

| 전임 아베 마사쿠니 | 이와쓰키 번 번주 (이타쿠라가) 1681년 ~ 1682년 | 후임 도다 다다마사 |

|  | 제1대 사카키 번 번주 (이타쿠라가) 1682년 ~ 1683년 | 후임 이타쿠라 시게히로 |